# Uchiko (Ehime)
El Pueblo de Uchiko (内子町 Uchiko-chō?) es un pueblo del Distrito de Kita en la Región de Nanyo de la Prefectura de Ehime.

## Características
Se sitúa casi en el centro de la Prefectura de Ehime, a unos 40 km hacia el suroeste de la Ciudad de Matsuyama.
Limita con las ciudades de Oozu, Seiyo e Iyo; y los pueblos de Kumakogen del Distrito de Kamiukena y de Tobe en el Distrito de Iyo.
La llanura se extiende en torno al Río Oda (小田川 Oda-gawa?) y se observan zonas urbanizadas, pero en la zona del curso superior los núcleos poblacionales se vuelven más dispersos; también son importantes los ríos Nakayama (中山川 Nakayama-gawa?) y Tado (田渡川 Tado-gawa?). Los tres son afluentes del Río Hiji.
Para ayudar en la conservación del estilo del pueblo, en el que subsisten muchos comercios que se dedicaron a la comercialización del árbol Rhus succedanea (ハゼ Haze?), del cual se obtenía cera, se ha impulsado por largo tiempo el lema "Por un pueblo de paredes blancas y de la cera". En la actualidad "Del estilo de pueblo al estilo de pueblo rural, Uchiko: Ciudad Ecológica" es el lema, impulsando la conservación de los paisajes rurales y la venta directa de frutas y verduras, la promoción del hospedaje en casas rurales, el turismo ecológico, la promoción del asentamiento desde otras localidades y la promoción de las actividades económicas primarias.
El 1° de enero de 2005 el Pueblo de Uchiko absorbe los pueblos de Ikazaki del Distrito de Kita y Oda del Distrito de Kamiukena.

## Accesos

### Ferrocarril
- Línea Yosan (Japan Railways)
  - Estación Iyotachikawa
  - Estación Uchiko
  - Estación Ikazaki

### Autopista
- Autovía de Matsuyama
  - Intercambiador Uchiko Ikazaki

### Rutas
- Ruta Nacional 56
- Ruta Nacional 379
- Ruta Nacional 380

## Ciudad hermanada

### En Japón
- Ginoza (Okinawa)

### En el exterior
- Rothenburg ob der Tauber (Alemania)

## Personas destacadas
- Kenzaburo Ooe